# Joseph Bruny d’Entrecasteaux

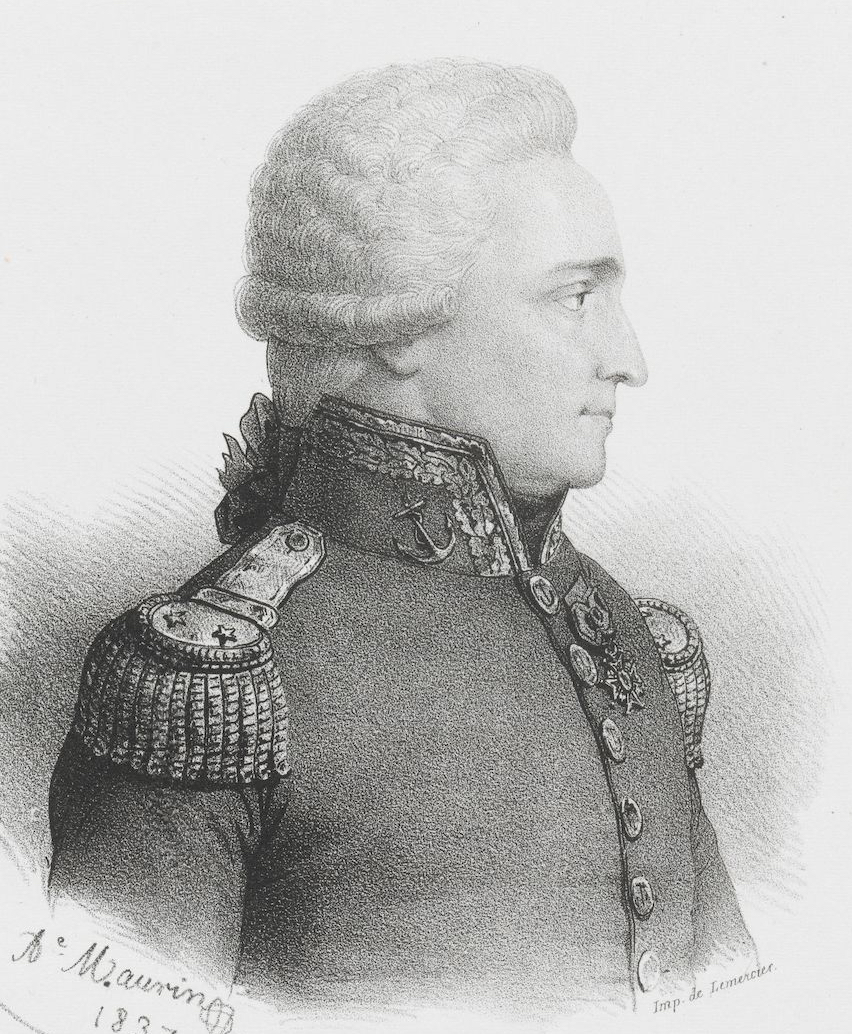
Joseph-Antoine-Raymond Bruny d’Entrecasteaux

Joseph-Antoine-Raymond Bruny d’Entrecasteaux (* 8. November 1737 in Aix-en-Provence; † 20. Juli 1793 vor den Eremiteninseln, Manus Province/Papua-Neuguinea) war ein französischer Seefahrer und Entdecker.

## Leben
D’Entrecasteaux gehörte einer kleinadligen Familie der Provence an und wurde in einer jesuitischen Schule erzogen. Er wollte dem Jesuitenorden beitreten, was sein Vater verhinderte. Stattdessen brachte er ihn mit 17 Jahren zur französischen Marine.
Nach einer Teilnahme an Seekämpfen vor Mallorca verlief die weitere Karriere eher ruhig. D’Entrecasteaux entdeckte eine neue Route zwischen dem Kaiserreich China und den Gewürzinseln und wurde zum Gouverneur von Mauritius berufen.
Im Sommer 1788 erreichten die letzten Nachrichten der Entdeckungsreise von Jean-François de La Pérouse Frankreich. Danach blieben die beiden Schiffe von La Pérouse verschollen. Das war kurz vor Beginn der Französischen Revolution im Jahr 1789. Erst nach zwei Jahren hatte sich die Situation im September 1791 soweit beruhigt, dass die Nationalversammlung zwei Schiffe zur Suche nach La Pérouse ausschicken wollte. Den Auftrag bekamen d’Entrecasteaux und der Bretone Jean-Michel Huon de Kermadec.
Am 28. September 1791 stachen die beiden in Brest in See. D’Entrecasteaux wurde vor der Abfahrt zum Konteradmiral ernannt und befehligte die Fregatte La Recherche („die Suche“), Huon Kermadec befehligte die ganz ähnliche L’Esperance („die Hoffnung“).
Die Suche nach dem verschollenen Schiff von La Pérouse geriet zur Katastrophe. Die Offiziere und die Mannschaft waren politisch in Königstreue und Republikaner gespalten und bekämpften sich erbittert. Außer den Offizieren waren noch etliche Forscher an Bord, die oft eigene Interessen vertraten. Zu nennen wäre vor allem der Hydrograph Charles Beautemps-Beaupre, der exzellente, bis heute gültige Seekarten von weiten Gebieten erstellte. Dank seiner Karten war die Fahrt kein völliger wissenschaftlicher Fehlschlag. Auch der Botaniker Jacques Julien Houton de Labillardière nahm an dieser Expedition teil.
Die beiden Schiffe kreuzten in der Südsee und gingen verschiedenen Spuren nach, fanden aber weder La Pérouse noch sein Schiff. Erst 1827 entdeckte der irisch-britische Handelskapitän Peter Dillon das Wrack von La Pérouses Expeditionsschiff vor der Insel Vanikoro. Bruny d’Entrecasteaux und Huon Kermadec erforschten und entdeckten bei ihrer Suche viele vorher wenig bekannte Gebiete. Der Huongolf bei Lae, die Trobriand-Inseln (nach Leutnant Denis de Trobriand von der l’Esperance), das Kap Cretin (nach Leutnant Lionel Cretin von der La Recherche), die D’Entrecasteaux-Inseln (alle in Papua-Neuguinea), sowie etliche Inseln, Riffe, Flüsse und Seestraßen in und um Australien (u. a. der D’Entrecasteaux-Kanal) wurden nach den beiden Kapitänen, ihren Offizieren und den Schiffen benannt.
Nach fast zwei Jahren Suche starben die beiden Kapitäne kurz nacheinander. Huon Kermadec starb an Schwindsucht im Hafen Balade, d’Entrecasteaux an Skorbut am 20. Juli 1793 auf See vor den Eremiteninseln im Norden von Neuguinea. Damit war er einer der wenigen Kapitäne, die an dieser Vitaminmangelkrankheit starben.
Die neuen Kommandeure waren der königstreue d’Auribeau und Élisabeth-Paul-Édouard de Rossel, ein weiterer Offizier der La Recherche. Als d’Auribeau von der Hinrichtung Ludwigs XVI. und dem Terror der Revolution hörte, übergab er sein Schiff im nächsten Hafen den Niederländern. Kurz darauf starb auch er. De Rossels Schiff fiel den Briten in die Hände, und erst im Jahr 1802 wurden der Reisebericht und die wissenschaftlichen Ergebnisse an Frankreich übergeben.

## Unklarheit des Namens
Es existieren mehrere Schreibweisen von d’Entrecasteaux’ Namen. Bisweilen wird als erster Vorname Antoine genannt, manchmal Joseph. Bruny, das eigentlich Teil des Nachnamens ist, wird häufig auch Bruni geschrieben. Unstrittig ist die Schreibweise d’Entrecasteaux. Unter diesem Namen ist der Entdecker zumeist verzeichnet; entsprechend heißen so (mit Ausnahme von Bruny Island) auch alle geographischen Orte, die nach ihm benannt wurden.